# Liste des clochers-murs de la Loire
Cet article recense les édifices religieux de la Loire, en France, munis d'un clocher-mur.

## Liste
| Édifice                      | Commune       | Notes                                                                       | Coordonnées                      | Photo |
| ---------------------------- | ------------- | --------------------------------------------------------------------------- | -------------------------------- | ----- |
| Chapelle Notre-Dame de Bussy | Bussy-Albieux | Ancienne église Notre-Dame-et-Saint-Galmier, devenue chapelle du cimetière. | 45° 47′ 36″ nord, 4° 01′ 59″ est |       |